# Tour de Timor

Logo der Tour de Timor

Die Tour de Timor TdT ist ein jährliches Mountainbikerennen in Osttimor. An dem Rennen nehmen Männer und Frauen teil. Aufgrund der schlechten Straßenverhältnisse und der zu überwindenden großen Höhen wird es als eines der härtesten Radrennen bezeichnet.

## Hintergrund
Das Rennen geht auf eine Initiative von Staatspräsident und Friedensnobelpreisträger José Ramos-Horta zurück und war Teil seiner Kampagne „Dili – City of Peace“. Erstmals fand es 2009 anlässlich des zehnten Jahrestages des Unabhängigkeitsreferendums von 1999 statt. Bereits 2006 war das Rennen geplant worden, musste aber aufgrund der ausgebrochenen Unruhen im Land abgesagt werden.
Neben dem sportlichen Aspekt soll die Tour den Nationalstolz, den Frieden und den Tourismus in Osttimor fördern.
Bei den Rennen werden auch gezielt Osttimoresen gefördert, damit sie teilnehmen können. Hier begann auch Francelina Cabral ihre Karriere, die 2009 das erste Mal bei der Tour de Timor und 2016 bei den Olympischen Sommerspielen 2016 in Rio de Janeiro teilnahm.

## Radrennen in den USA
Bereits seit 1999 führt die amerikanische Stadt Madison ein Radrennen namens Tour de Timor durch. Es handelt sich dabei um ein Benefizrennen für Amateure zugunsten der Schwesterstadt Ainaro in Osttimor.